# Манагуа (департамент)
Мана́гуа (ісп. Managua) — один з департаментів Нікарагуа.

## Географія
Департамент розташований в західній частині країни, на березі озера Манагуа. На південному заході він омивається водами Тихого океану. Площа департаменту становить 3465,1 км². Чисельність населення 1 448 271 осіб (перепис 2012 року). Щільність жителів 417,96 чол./км², що робить його самим густонаселеним департаментом Нікарагуа після департаменту Масайя. Адміністративний центр — місто Манагуа — є також і столицею країни.
Межує на півночі з департаментом Матагальпа, на заході з департаментом Леон, на сході з департаментами Карасу, Гранада, Масайя і Боако.

## Муніципалітети
В адміністративному відношенні департамент Манагуа підрозділяється на 9 муніципалітетів:
1. Вілья-Карлос-Фонсека
2. Манагуа
3. Матеаре
4. Сан-Рафаель-дель-Сур
5. Сан-Франсиско-Лібре
6. Сьюдад-Сандіно
7. Тікуантепе
8. Тіпітапа
9. Ель-Крусеро